# Decheng
Der Stadtbezirk Decheng (chinesisch 德城区, Pinyin Déchéng Qū) ist ein Stadtbezirk in der chinesischen Provinz Shandong. Er gehört zum Verwaltungsgebiet der bezirksfreien Stadt Dezhou. Decheng hat eine Fläche von 539 km² und zählt 679.535 Einwohner (Stand: Zensus 2010).

## Administrative Gliederung
Auf Gemeindeebene setzt sich der Stadtbezirk aus fünf Straßenvierteln, vier Großgemeinden und zwei Gemeinden zusammen. 